# Metepeira cajabamba
Metepeira cajabamba là một loài nhện trong họ Araneidae.
Loài này thuộc chi Metepeira. Metepeira cajabamba được miêu tả năm 2001 bởi Piel.